# تيمو غلوك
تيمو غلوك (بالألمانية: Timo Glock)‏ (ولد في 18 مارس 1982) بمدينة ليندنفيلز، ألمانيا. سائق سيارات السباق الفورمولا واحد ألماني الجنسية. مرتبط بعقد مع فريق ماروسيا في الوقت الراهن. بدأ مسيرته في رياضة السيارات عام 1998 في سن 15 عاما. وفاز بعدة بطولات في الكارتينج فضلا عن كأس النادي الألماني العام الفورمولا بي ام دبليو في عام 2000 وبطولة الفورمولا بي ام دبليو في عام 2001. وفي أول موسم له في بطولة الفورمولا ثلاثة الألماني في عام 2002 احتل المركز الثالث في الترتيب.في عام 2003، كما أنه تنافس في السلسلة الأوروبية في الفورمولا ثلاثة، وفاز بثلاثة سباقات وأكمل ثلاثة سباقات في أحد مراكز منصة التتويج. وفي عام 2004 وقع غلوك عقدا مع فريق جوردان كسائق تجارب في الفورمولا واحد وشارك بديلا للسائق جورجيو بانتانو في سباق الجائزة الكبرى الكندي لسباق واحد. وسجل في ذلك السباق نقطتين في أول مشاركة له. أنهى الموسم مع فريق جوردان خلفا للسائق بانتانو في السباقات الثلاثة الأخيرة.
في عام 2005، انتقل غلوك إلى الولايات المتحدة، في سلسلة تشامب كار مع فريق روكيت سبورتس. وكان أفضل مركز حققه في البطولة المركز الثاني على حلبة جيل فيلنوف في مونتريال في كندا، حيث هزم من قبل سيرفيا أوريول. في عام 2006، تسابق في أوروبا في سلسلة جي بي تو، مع فريق بي سي ان كومبتيشن. وفي منتصف الموسم، انتقل إلى فريق آي سبورت وتمكن من تحسين ترتيبه إلى المركز الرابع في ترتيب السائقين.
بعد فوزه في سلسلة جي بي تو في عام 2007، وقع عقدا مع فريق تويوتا إف 1  مدته ثلاث سنوات ليحل محل رالف شوماخر في تويوتا. وسجل النقاط الأولى له في عام 2008 في سباق الجائزة الكبرى الكندي، بحلولة بالمركز الرابع. في سباق الجائزة الكبرى المجري انهى السباق في المركز الثاني متقدما على بطل العالم الفنلندي كيمي رايكونن. وفي سباق الجائزة الكبرى في سنغافورة، أنهى السباق في المركز الرابع 

## سجل المشاركات
| الموسم | السلسلة                                           | الفريق                                        | السباقات | الفوز | مركز الصدارة | أ لفة | منصة | النقاط | المركز |
| ------ | ------------------------------------------------- | --------------------------------------------- | -------- | ----- | ------------ | ----- | ---- | ------ | ------ |
| 2000   | كأس النادي الألماني العام للسيارات فورمولا جونيور |                                               | 19       | 11    | 6            | ?     | 15   | 285.5  | 1      |
| 2001   | فورمولا بي ام دبليو                               | فريق النادي الألماني العام للسيارات للمبتدئين | 20       | 8     | 3            | ?     | 13   | 268    | 1      |
| 2002   | بطولة الفورمولا ثلاثة- ألمانيا                    | فريق أوبل                                     | 18       | 3     | 2            | 3     | 6    | 52     | 3      |
| 2003   | بطولة الفورمولا ثلاثة- السلسلة الأوروبية          | فريق أوبل                                     | 20       | 3     | 0            | 1     | 6    | 55     | 5      |
| 2003   | بطولة أساتذة الفورمولا ثلاثة                      | فريق أوبل                                     | 1        | 0     | 0            | 0     | 0    | 0      | 30     |
| 2004   | كأس بورش السوبر                                   | فريق بورش                                     | 1        | 0     | 0            | ?     | 0    | 0      |        |
| 2004   | فورمولا واحد 2004                                 | فريق جوردان غراند بريكس                       | 4        | 0     | 0            | 0     | 0    | 2      | 19     |
| 2005   | بطولة السلسلة العالمية للتشامب كار                | روكيت سبورت للسباقات                          | 13       | 0     | 0            | 1     | 1    | 202    | 8      |
| 2006   | سلسلة جي بي 2 موسم 2006                           | بي سي ان كومبتيشن                             | 20       | 2     | 0            | 0     | 5    | 60     | 4      |
| 2006   | سلسلة جي بي 2 موسم 2006                           | آي سبورت العالمية                             | 20       | 2     | 0            | 0     | 5    | 60     | 4      |
| 2007   | سلسلة جي بي 2 موسم 2007                           | آي سبورت العالمية                             | 20       | 5     | 4            | 5     | 10   | 88     | 1      |
| 2008   | فورمولا واحد 2008                                 | تويوتا إف 1                                   | 18       | 0     | 0            | 0     | 1    | 25     | 10     |
| 2009   | فورمولا واحد 2009                                 | تويوتا إف 1                                   | 14       | 0     | 0            | 1     | 2    | 24     | 10     |
| 2010   | فورمولا واحد 2010                                 | فريق فيرجن                                    | 18       | 0     | 0            | 0     | 0    | 0      | 25     |